# Ray Kroc
Raymond „Ray“ Albert Kroc (5. října 1902 Oak Park – 14. ledna 1984 San Diego) byl americký podnikatel českého původu, známý hlavně díky tomu, že od bratrů McDonaldových koupil restauraci a značku McDonald’s a svou obchodní expanzí způsobil v 2. polovině 20. století nebývalý rozmach tzv. fast-food stravování. Jeho obchodní model napodobilo mnoho dalších firem. Časopis Time ho zařadil mezi 100 nejdůležitějších osob století.

## Životopis

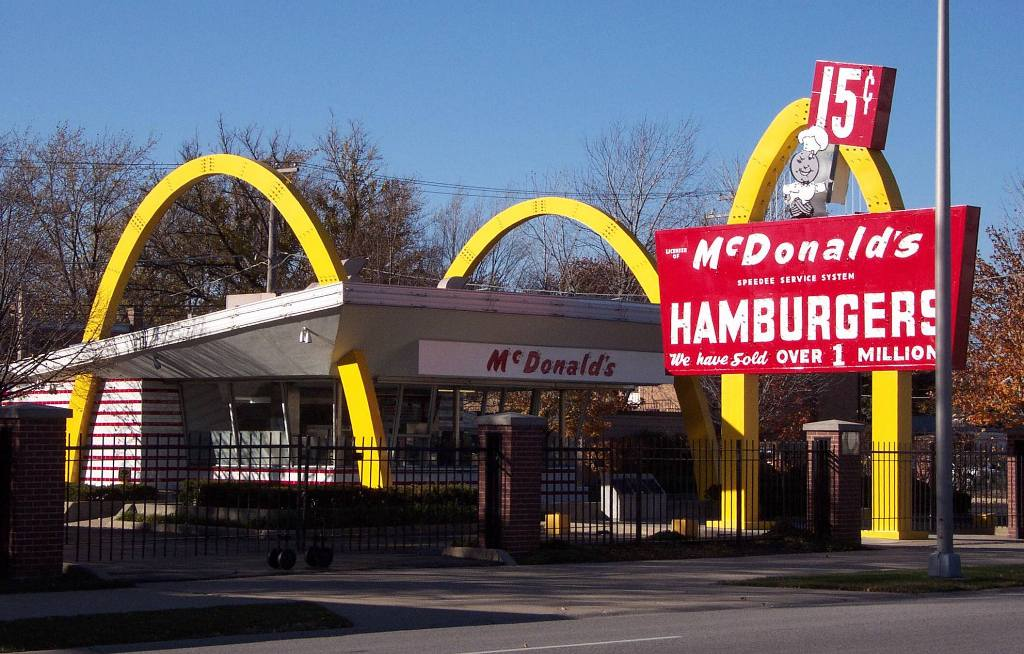
Muzeum McDonald’s.

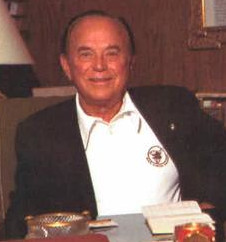
Ray Kroc (1978)

Narodil se v rodině českého emigranta Aloise Kroce (16. června 1879 – 15. ledna 1937, Chicago), který pocházel ze Stupna 16 km od Plzně (Stupno je dnes součástí obce Břasy v okrese Rokycany); Alois Kroc byl prvorozeným synem Františka Kroce – hostinského v Horním Stupně č. 53 a Barbory rozené Hákové z Radnic.
Český původ měla i matka Rose Mary Hrachová (* 28. června 1881). Většina životopisů uvádí jako místo jeho narození Chicago, což bylo město s největší koncentrací českých imigrantů v Americe.
V mládí vystřídal řadu zaměstnání. Během první světové války zfalšoval údaje o svém věku, aby mohl nastoupit k Červenému kříži jako řidič sanitky (potkal se zde mj. s Waltem Disneyem, který učinil to samé, co on). Na frontu se však nedostal, válka po vstupu Američanů do ní rychle skončila.
Po válce to zkoušel jako jazzový pianista, realitní makléř a prodejce papírových kelímků firmy Lily-Tulip Cup Co. Poté sedmnáct let cestoval po celých USA jako prodejce multimixérů na mléčné koktejly pro firmu Prince Castle, vynálezce Earla Prince, který vynalezl nový typ mixéru. 
V roce 1953 ho zaujalo, že bratři Richard a Maurice McDonaldové si do své restaurace v San Bernardinu v Kalifornii objednali větší množství jeho mixérů. Chtěl podnik vidět na vlastní oči. A ohromil ho. Kroc byl fascinován systémem práce, který McDonaldové vymysleli, a který připomínal Fordův systém výroby v továrnách. Díky němu byla příprava jídla zkrácena na půl minuty, zatímco běžný standard všech restaurací v USA tehdy byl dvacet minut. Tehdy – ve svých 52 letech – Kroc přišel s nabídkou, že vstoupí do podniku s McDonaldovými a dodá jim obchodní model, který měl již dávno promyšlený: on bude jezdit po Spojených státech a nebude zakládat pobočky, jako to dělají jiné firmy a restaurační řetězce, ale bude nabízet místním drobným podnikavcům tzv. franšízy. Tedy značku a know-how, za něž centrální firma bude dostávat část ze zisku. A právě tímhle modelem z McDonald's brzy vytvořil největší restaurační řetězec v USA.
Jedním z Krocových přínosů firmě též bylo, že zavrhl tehdy oblíbené hot dogy a vsadil na hamburgery s mletým masem, v nichž viděl budoucnost.
V roce 1961 Kroc za 2,7 milionu dolarů koupil firmu celou. Roku 1963 pokořila hranici miliardy prodaných hamburgerů za rok. V roce 1966 vstoupila na newyorskou burzu, rok poté, po vybudování více než 700 restaurací ve své vlasti, Kroc založil první dvě mimoamerické jídelny – v Kanadě a Portoriku.
V roce 1974 Kroc odstoupil z vedení firmy a zakoupil baseballový tým San Diego Padres. Ale byl při své proslulé věčné nespokojenosti a pedantismu – tak nespokojen s výkony hráčů, že ho raději předal svému zeti.
Ve svých 75 letech se pokusil porazit svou celoživotní náklonnost k alkoholu a podstoupil protialkoholní léčení. Dne 14. dubna 1984 zemřel na srdeční selhání.
Jím vybudované impérium k roku 2015 působilo ve 120 zemích světa a stalo se symbolem konzumerismu, rychlého a jednoduchého moderního způsobu života, Spojených států a západní kultury vůbec. Stalo se také ale terčem kritiky, zejména kvůli údajně nezdravé stravě vedoucí k obezitě pravidelných zákazníků.
V roce 2016 byl o Krocovi natočen životopisný snímek Zakladatel s Michaelem Keatonem v hlavní roli, který nevynechal ani negativní stránky jeho charakteru, jako byla agresivita a nemilosrdnost.